# سایمون فری
سایمون فری (انگلیسی: Simon Ferry؛ زادهٔ ۱۱ ژانویهٔ ۱۹۸۸) بازیکن فوتبال اهل بریتانیا است.
از باشگاه‌هایی که در آن بازی کرده است می‌توان به باشگاه فوتبال پورتسموث، باشگاه فوتبال سوئیندون تاون، باشگاه فوتبال سلتیک، و باشگاه فوتبال داندی اشاره کرد.
وی همچنین در تیم ملی فوتبال زیر ۱۹ سال اسکاتلند بازی کرده است.